# عنکبوتی‌ثعلبیان
عنکبوتی‌ثعلبیان (نام علمی: Caladeniinae) نام یک subtribe از تبار درازگوشان است.